# Phytobia pruni
Phytobia pruni är en tvåvingeart som först beskrevs av Grossenbacher 1915.  Phytobia pruni ingår i släktet Phytobia och familjen minerarflugor.
Artens utbredningsområde är New York. Inga underarter finns listade i Catalogue of Life.